# Trình sinh tài liệu
Trình sinh tài liệu là một công cụ lập trình để sinh ra tài liệu phần mềm dành cho lập trình viên (tài liệu API) hoặc người dùng cuối (Hướng dẫn cho người dùng cuối) hoặc cả hai, từ một tập hợp các tập tin mã nguồn và trong một số trường hợp, tập tin nhị phân. Một số trình sinh, như Doxygen hoặc Javadoc, sử dụng các chú thích đặc biệt để sinh ra tài liệu.

## Các loại trình sinh tài liệu
Trình sinh tài liệu có thể được chia thành nhiều loại: